# استدلال مبتنی بر مورد
استنتاج مبتنی بر مورد (انگلیسی: Case-based reasoning) (CBR)، که به‌طور گسترده‌ای تفسیر شده‌است، در واقع فرایند حل مشکلات جدید بر اساس راه حل‌های مشکلات مشابه در گذشته‌است. یک مکانیک خودرو معمولاً موتور را با به یاد آوردن ماشینی دیگر تعمیر می‌کند که علایم مشابهی با هم دارند، پس در این صورت از استدلال مبتنی بر مورد استفاده می‌کند. وکیلی که از یک پیامد خاص در یک محاکمه براساس سوابق قانونی یا قاضی حمایت می‌کندکه قانون موردی را ایجاد می‌کند، از استدلال مبتنی بر مورد استفاده می‌کند. استدلال مبتنی بر مورد تنها یک روش قدرتمند برای استدلال خودکار نیست بلکه یک روش فراگیر در حل مسائل روزمره است. این دیدگاه مربوط به نظریه پروتوتایپ است که در علوم شناختی کشف شده.
روش استدلال مبتنی بر مورد بر اساس استفاده از پاسخ مسائل قبلی برای حل مسائل مشابه جدید شکل گرفته است. CBR بعنوان روشی شناخته میشود که از نحوۀ رفتار انسانها در برخورد با مسائل جدید الگوبرداری کرده است؛ به این ترتیب که از تجربیات کسب شده در حل مسائل گذشته بعنوان راهنمائی برای حل مسائل جدید بهره میبرد.
حل مساله به روش  CBR در یک چرخه انجام میگیرد و در برگیرندۀ چهار عمل عمده به شرح زیر است:
1- بازیابی" مورد" مشابه با مسالۀ جدید
2- استفاده از پاسخ مسالۀ مشابه بازیابی شده برای تهیه پاسخ پیشنهادی برای مسالۀ جدید
3- بازبینی در پاسخ پیشنهادی در صورت وجود مغایرت در شرایط مسالۀ جدید و مسالۀ بازیابی شده
4- نگهداری مورد جدید (مساله جدید و پاسخ آن) برای استفاده در آینده 

## روند
استدلال خودکار برای اهداف کامپیوتری به عنوان یک فرایند چهار مرحله‌ای به صورت زیر است:
- بازیابی: با توجه به مسئله هدف، برای حل آن، بازیابی پرونده‌های حافظه مورد نیاز است. یک مورد شامل، مسئله، راه حل و چگونگی استخراج راه حل است. برای مثال فرد می‌خواهد پنکیک زغال اخته آماده کند. او به عنوان یک آشپز تازه‌کار، می‌تواند موفقیت‌های قبلی را ببیند و با استفاده از تجربیات پنکیک بپزد.
- استفاده مجدد: برای حل مسئله از حالت قبلی به مسئله هدف دست پیدا کنید. این مسئله ممکن است شامل تطبیق راه‌حل با شرایط جدید باشد. در مثال پنکیک، فرد باید راه‌حل بازیابی خود را با اضافه کردن زغال‌اخته بسازد.
- بازنویسی:پس از نگاشت راه‌حل قبلی به وضعیت هدف، راه‌حل جدید را در دنیای واقعی آزمایش کنید (یایک شبیه‌سازی) و، در صورت نیاز، بازبینی کنید. فرض کنید فرد با استفاده از اضافه کردن زغال اخته به خمیر، مواد پنکیک خود را تنظیم می‌کند. بعد از مخلوط کردن، او متوجه می‌شود که خمیر به رنگ آبی درآمده است. این مسئله بیان می‌کند که که او باید اضافه کردن زغال اخته را تا زمانی که خمیر را در ماهیتابه می‌ریزد به تعویق بیندازد.
- حفظ کردن: بعد از این که راه‌حل با موفقیت با مشکل هدف تطبیق داده شد، تجربه حاصل را به عنوان یک مورد جدید به ذهن بسپارید. بر این اساس فرد یافته‌های خود را در ذهن ثبت می‌کند و به عنوان تجربه در پخت پنکیک استفاده می‌کند.

## مقایسه با روش‌های دیگر
در نگاه اول، CBR ممکن است شبیه الگوریتم‌های القایی قانون از یادگیری ماشین باشد. مانند الگوریتم القایی قانون، CBR هم با مجموعه ای از مسائل و مثال‌های آموزشی شروع می‌شود. این تعاریف از این نمونه‌ها، با شناسایی نقاط مشترک بین پرونده بازیابی شده و مسئله هدف، شکل می‌گیرد. به‌طور مثال اگر روش ساده پنکیک درست کردن به روشی برای پنکیک بلوبری تعمیم داده شود، شرایطی ایجاد می‌کند که از روش‌های خاصی برای پخت آن استفاده شود. در واقع تفاوت بین تعمیم ضمنی در CBR و تعمیم در القای قاعده زمانی است. الگوریتم القایی قانون، تعمیم مجموعه‌های آزمایشی نمونه‌ها را قبل از شناخت مسئله هدف ترسیم می‌کند. به عنوان مثال اگر از این الگوریتم برای آموزش انواع پنکیک‌ها مانند پنکیک هلندی یا پنکیک موز استفاده شود، قبل از هر کاری باید قواعد و نوع پخت پنکیک‌های ساده و نکات آن را یاد داد. دشواری الگوریتم القایی قانون در پیش‌بینی جهت‌های مختلف است که در آن باید تلاش شود مثال‌های آموزشی تعمیم پیدا کنند. در مثال پنکیک، CBR مسئله هدف را با استفاده از پنکیک زغال اخته بررسی کرده‌است. پس می‌تواند موارد خود را دقیقاً همان‌طور که مورد نیاز برای پوشش وضعیت جدی است، تعمیم دهد.
در قانون، اغلب مواردی از CBR به دادگاه منتقل می‌شود و محدودیت‌های دلایل قانونی را به رسمیت می‌شناسد که این موارد عبارتند از: تأخیر محدود، دانش محدود دربارهٔ آینده، محدودیت مذاکره و …

## انتقادات
منتقدان CBR استدلال می‌کنند که این روش شواهد حکایتی را به عنوان عامل اصلی می‌پذیرد. بدون داده‌های آماری مناسب برای پشتیبانی و تعمیم ضمنی، هیچ تضمینی وجود ندارد که تعمیم صحیح باشد. با این حال، استدلال استقرایی که در آن داده برای ارتباط آماری خیلی کم است، ذاتاً بر اساس شواهد حکایتی عمل می‌کند. کارهای اخیر، CBR را در چارچوب آماری توسعه می‌دهد و استنتاج مبتنی بر فرض را به عنوان نوع خاصی از استدلال احتمالاتی در نظر می‌گیرد؛ بنابراین، می‌توان پیش‌بینی‌های مبتنی برنکات مهم به یک سطح اطمینان خاص را ایجاد کرد.

## تاریخچه
کار اصلی روی CBR را راجر شنک و دانشجویانش در دانشگاه ییل در سال ۱۹۸۰ انجام دادند. مدل حافظه پویای شنک مبنای اولین سیستم CBR بود. دیگر مدارس CBR و زمینه‌های مرتبط با آن در دهه ۱۹۸۰ ظهور کردند، که به موضوعاتی مانند استدلال قانونی، استدلال مبتنی بر حافظه (یک روش استدلال از مثال‌های روی ماشین‌های بسیار موازی) و ترکیب‌های CBR با روش‌های استدلال دیگر اشاره داشته‌اند. در دهه ۱۹۹۰، توجه به CBR در سطح بین‌المللی رشد کرد و یک کنفرانس بین‌المللی در مورد استدلال موردی و CBR در سال ۱۹۹۵ برقرار شد.